# Homoplectra shasta
Homoplectra shasta là một loài Trichoptera trong họ Hydropsychidae. Chúng phân bố ở miền Tân bắc.